# Phagocata hamptonae
Phagocata hamptonae és una espècie de triclàdide planàrid que habita l'aigua dolça de Nevada, Estats Units d'Amèrica.
El nom específic fa referència a qui va descobrir els primers espècimens de l'espècie, na Dr. Anne M. Hampton.
P. hamptonae no presenta pigment, és de color blanc. Els espècimens madurs arriben a mesurar 11 mm de longitud i 1,3 mm d'amplada. Externament s'assembla a P. morgani.
P. hamptonae es diferencia de la resta de Phagocata d'Amèrica del Nord per la presència de quatre a onze ulls a la posició típica. Pel que fa a l'aparell copulador, el penis presenta un conducte ejaculador ample. Aquesta espècie fabrica espermatòfors que s'insereixen a la bursa de la parella amb la que copula.

## Distribució
L'espècie es troba a la conca del llac Tahoe, Nevada, Amèrica del Nord.